# Innsbrucker Promenadenkonzerte
Les « Innsbrucker Promenadenkonzerte » ou les Concerts de Promenade d’Innsbruck sont une série de concerts d’été qui se déroulent dans la cour du palais impérial d'Innsbruck de début juillet à début août et qui sont devenus l'un des événements les plus importants pour la musique de fanfare en Europe. 
Le fondateur des Concerts de Promenade d’Innsbruck est Alois Schöpf qui en 2019, dans le cadre du 25e anniversaire de cette série de concerts, a cédé son poste de directeur artistique à Bernhard Schlögl, instrumentaliste, professeur de musique et chef d’orchestre du « Sinfonisches Blasorchester Tirol ». 
Jusqu'à 70 000 personnes visitent chaque année le palais impérial d‘Innsbruck où 33 concerts au total sont organisés pendant 28 jours pour faire vivre la tradition de la musique de fanfare à travers des œuvres d’art importantes. Les concerts du soir commencent chaque jour à 19 h 30, les quatre concerts du dimanche matin à 10 h 30.

## La notionLe Concert de Promenade
La notion Promenadenkonzert ou le Concert de Promenade vient du terme anglais Proms, une série de concerts d’été traditionnels à Londres. Les Concerts de Promenade représentent une époque où il n’y avait pas de supports sonores et où les orchestres mettaient des transcriptions des œuvres, telles qu’elles résonnaient dans les opéras ou les salles de concert, à la disposition d’un public large. La particularité d’un Concert de Promenade est que le public peut aller et venir à tout moment. Les rencontres humaines et les débats sur la musique caractérisent également cette série de concerts.  

## L'idée du projet
L’objectif des Concerts de Promenade d’Innsbruck était et est toujours de rendre accessible des œuvres d’art de haut niveau dans le domaine de la musique de fanfare à un public large. La littérature de la vieille tradition musicale autrichienne devrait être réintégrée dans les programmes et il faudrait prouver qu’elle peut avoir du succès. La musique qui est liée au paysage, à la culture et aux gens devrait être rapprochée.  

## Histoire
Dans une interview qui a eu lieu dans le cadre du 25e anniversaire des Concerts de Promenade d’Innsbruck en 2019 et qui a été publié dans le livre de programme de l’année 2019, Alois Schöpf a raconté comment tout a commencé. En 1993, Gerda Walton, une amie et collègue de longue date de la maire d’Innsbruck Hilde Zach, a organisé une exposition annuelle exclusivement consacrée aux jardins dans la cour de l’école primaire du quartier d’Innsbruck Saggen. A côté se trouvait la salle de répétition de l'orchestre d'harmonie de ville Innsbruck-Saggen. Pendant l’exposition du jardin, Alois Schöpf et quelques collègues musiciens ont entendu de la musique folklorique de l’exposition, ce qui les a fait grimper par-dessus la clôture du jardin et visiter l’exposition du jardin. Ils ont ensuite proposé à Gerda Walton d’organiser la musique du spectacle de jardin à partir de l’année prochaine. 
C’est ainsi que les Concerts de Promenade d’Innsbruck ont débuté en 1994 qui ont fêté leur 25e anniversaire en 2019. Au début, tout a commencé avec seulement deux concerts avec le propre orchestre d'harmonie. Un an plus tard, des orchestres d'harmonie extérieurs ont été invités. A cette époque, la scène consistait en deux tentes de fête montées côte à côte contre la pluie. Lors de magnifiques week-ends, des milliers de visiteurs sont venus profiter de l’atmosphère idyllique. Les gens s’assoyaient sur les bancs, buvaient une bière et écoutaient de la musique. Chaque année, le festival s’est développé et sept orchestres d'harmonie ont été invités la dernière année du spectacle de jardin.
En raison de son succès, l’exposition de jardins ne pouvait plus être gérée sur une base privée et a donc été interrompue. La recherche d’un nouveau lieu de concert a finalement abouti au pavillon de jardin de la ferme qui s’est avéré inadapté. On n’avait pas le droit de ni toucher quelque chose ni s’asseoir dans l’herbe. À partir de 2001, le gouvernement a créé une société immobilière fédérale pour les bâtiments publics de référence en Autriche qui devait fournir des revenus supplémentaires. Enfin, l’administration du palais impérial d’Innsbruck était ouverte à l’idée d’organiser des concerts dans la cour baroque. La collaboration ave la maire Hilde Zach et l’association touristique dirigée par Hubert Klingan a finalement permis aux Concerts de Promenade d’Innsbruck de s’installer dans la cour intérieure du palais impérial d’Innsbruck.

## Importance pour l'Autriche
Les Concerts de Promenade d’Innsbruck se distinguent avant tout par la gratuité et la grande qualité des orchestres. Une série de concerts sous cette forme n’existe nulle part ailleurs au Tyrol ou en Autriche. 

## Sponsors
- TVB Innsbruck
- Stadt Innsbruck
- Land Tirol-Kulturabteilung, Repräsentationsabteilung
- Tiroler Tageszeitung
- Blasmusikverband Tirol
- Innsbruck Marketing
- Athesia Druck
- Restaurant Fischerhäusl Innsbruck
- Zillertal Bier
- Hypo Tirol Bank
- Tirol Werbung
- Café Sacher Innsbruck
- Generali Versicherung
- Luis Trenker Shop Innsbruck
- Nordkettenbahnen Betriebsgesellschaft
- Swarovski Kristallwelten
- Land Südtirol, Amt für Deutsche Kultur
- Interessengemeinschaft Altstadt-Innsbruck e.V.
- Silvrettaseilbahn AG
- Hotel Charlotte Amras
- Tomaselli Gelateria
- IVB
- Wetscher Optik
- Spedition Hueber
- Deutsche Bahn Schenker
- Flaga Gas
- Hotel Café Central
- AKM Innsbruck/Wien
- Hofburg Innsbruck
- Fantasy Veranstaltungstechnik
- Musikhaus Hammerschmidt[5]